# Berberentulus tannae
Berberentulus tannae är en urinsektsart som beskrevs av Sören Ludvig Paul Tuxen 1977. Berberentulus tannae ingår i släktet Berberentulus och familjen lönntrevfotingar. Inga underarter finns listade.